# Lewis Sheldon

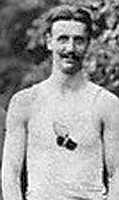
Lewis Sheldon bei den Olympischen Spielen 1900

Lewis Sheldon (Lewis Pendleton Sheldon; * 9. Juni 1874 in Rutland, Vermont; † 18. Februar 1960 in Biarritz, Frankreich) war ein US-amerikanischer Leichtathlet.
1896 wurde er US-Meister im All-Around-Wettbewerb. Bei den Olympischen Spielen 1900 in Paris wurde er jeweils Dritter im Dreisprung und im Standhochsprung und jeweils Vierter im Standweitsprung und im Standdreisprung.
Sein Bruder Richard Sheldon wurde bei denselben Spielen Olympiasieger im Kugelstoßen.